# Zentralamerika- und Karibikspiele 2014/Badminton (Mannschaft)
Badminton war eine Sportart der in Veracruz, Mexiko, ausgetragenen 22. Zentralamerika- und Karibikspiele. Das Mannschaftsturnier fand vom 23. bis zum 25. November im Omega Complex statt.

## Endstand
1.  Guatemala (Jonathan Solís, Nikte Sotomayor, Beatriz Ramos, Anibal Marroquín, Maria del Valle, Ana Lucia de Leon, Rodolfo Ramírez, Kevin Cordón)

2.  Mexiko (Lino Muñoz, Haramara Gaitan, Job Castillo, Antonio Ocegueda, Arturo Hernández, Cynthia González, Mariana Ugalde, Sabrina Solis)

3.  Kuba (Osleni Guerrero, Leodannis Martínez, Ernesto Reyes, Tahimara Oropeza, Adriana Artiz Ataury)

4.  Dominikanische Republik

5.  Suriname

5.  Jamaika

7.  Barbados

7.  Trinidad und Tobago

## Ergebnisse

### Finale
Guatemala –  Mexiko: 3:2

### Spiel um Platz 3
Kuba –  Dominikanische Republik: 3:1

### Halbfinale
Guatemala –  Kuba: 3-0

 Mexiko –  Dominikanische Republik: 3:0